# شنبه پاک
شنبهٔ پاک (انگلیسی: Easter Saturday) در مسیحیت غربی، روز بعد از جمعه نیک و قبل از یکشنبه عید پاک است. این روز، روز بین مرگ و رستاخیز مسیح است و به عنوان روز سکوت و انتظار شناخته می‌شود.
در این روز، مسیحیان در سوگ مرگ مسیح هستند و در عین حال، با امید و انتظار به رستاخیز او در روز بعد می‌نگرند. در برخی کلیساها، مراسم ویژه‌ای در شب شنبه مقدس برگزار می‌شود که به آن مراسم عید پاک می‌گویند. این مراسم شامل روشن کردن شمع عید پاک، خواندن متون مقدس و تعمید بزرگسالان می‌شود.
شنبه پاک همچنین زمانی برای تأمل در مورد معنای مرگ و رستاخیز مسیح و تأثیر آن بر زندگی مسیحیان است. به باور مسیحیان، این روز یادآوری می‌کند که مسیح با مرگ خود، گناهان بشریت را بر خود گرفت و با رستاخیز خود، امید به زندگی ابدی را به آنها هدیه داد.